# Sedmak
Sedmak je priimek več znanih Slovencev:
- Aleš Sedmak (*1952), slikar, ilustrator, grafični oblikovalec, likovni pedagog
- Bojan Sedmak (*1952), biolog, ekotoksinolog
- Bojan Sedmak (*1958), pesnik, kantavtor
- Danilo Sedmak (1937 - 2022), šolnik, psiholog
- Drago Sedmak, kustos Goriškega muzeja
- Elena Sedmak, pevka, zborovodkinja
- Filip Sedmak (*1929), inženir, izumitelj
- Franco Sedmak, kapitan raziskovalne ladje, edinega italijanskega ledolomilca, s katerim je dosegel najjužnejšo točko na Antarktiki doslej
- Goga (Gorazd) Sedmak, skladatelj, kitarist in pevec, profesor na Fakulteti za turistične študije v Portorožu
- Ivo Sedmak, jamar
- Marjan Sedmak (*1938), novinar, prevajalec in publicist
- Mateja Sedmak (*1971), sociologinja, profesorica FHŠ, vodja Inštituta za družboslovne študije ZRS
- Stojan Sedmak (*1958), polkovnik SV, veteran vojne za Slovenijo
- Tamara Majer Sedmak, zamejska smučarska delavka